# Béla Schick
Béla Schick (16. července 1877 Balatonboglár, Uhersko –  6. prosince 1967 New York, USA) byl americký pediatr maďarského původu, který se zabýval sérovou nemocí a vypracoval zkoušku na záškrt (Schickův test). Je považován za spoluzakladatele moderní alergologie a imunologie.

## Život
Byl synem obchodníka s obilím židovského původu ze Štýrského Hradce, ale narodil se v uherském městečku Balatonboglár v domě svého strýce Sigismunda Telegdyho, kam matka odjela ve vysokém stupni těhotenství. Strýc byl lékařem a zásluhou jeho odborné péče se podařilo předčasně narozeného chlapce zachránit. Přál si, aby se jeho synovec stal lékařem a postupně v něm vzbudil zájem o toto povolání.  Po maturitě na gymnáziu se Béla Schick v roce 1895 proti vůli otce zapsal na studium medicíny na univerzitě ve Štýrském Hradci. 
Po absolutoriu pracoval nejprve jako lékař v dětské nemocnici, v laboratoři výzkumného ústavu ve Vídni,  sloužil v armádě a v roce 1902 se vrátil do nemocnice. Na pediatrickém oddělení lékařské fakulty Vídeňské univerzity se věnoval také výzkumu, zkoušel nové léky, psal vědecká pojednání a přednášel. V roce 1906 Schick učinil jeden ze svých nejvýznamnějších poznatků. Se spolupracovníkem Clemensem von Pirquetem provedli výzkum sérové nemoci a zaznamenali, že někteří pacienti jsou přecitlivělí na běžně neškodné látky jako prach, pyl nebo některé potraviny.  Ve výsledné studii nejen zavedli pojem alergie, ale také doporučili způsoby léčby.  Kromě výzkumu tuberkulózy, spály a alergií se Schickův  zájem soustředil na záškrt.
Při rozsáhlém výzkumu antitoxinu v lidském séru zjistil, že lidé si po prodělané nemoci uchovávají protilátky po celý život. Zjistil, že existují novorozenci s protilátkami získanými od matek během těhotenství nebo při kojení. Současně však existovala vysoká úmrtnost na záškrt u dětí ve věku do pěti let. Potřeboval  najít jednoduchý způsob, kdo je a kdo není vnímavý na nákazu.  Po řadě pokusů se mu podařilo vyvinout  kožní test k detekci antitoxických protilátek proti bakteriálním toxinům v záškrtu (Schickův test). Umožnil rozdělení dětí na dvě skupiny: chráněné a vnímavé, které je třeba před nebezpečím nákazy chránit dávkou toxinu. V roce 1913 o svém úspěchu napsal v německém lékařském časopise článek s názvem Reakce kůže na toxin záškrtu u lidí, který vyvolal velký mezinárodní ohlas.
V roce 1923 emigroval do Spojených států amerických a začal pracoval v dětském oddělení nemocnice Mount Sinai v New Yorku.  Schick se téhož roku stal americkým občanem a o dva roky později se oženil s právničkou Catherine C. Friesovou. Ve funkci vedoucího pediatra  v nemocnici Mount Sinai setrval  až do svého odchodu do důchodu v květnu 1943. V roce 1927 se stal předsedou komise v boji proti záškrtu v New Yorku a  vedl velkou celostátní kampaň na prevenci proti této nemoci. V roce 1933 za dosažené úspěchy v léčbě záškrtu převzal album s podpisem miliónu vděčných dětí.
Od roku 1936 byl také profesorem na Kolumbijské univerzitě. V letech 1950 až 1962 vedl  dětské oddělení nemocnice Beth-El v Brooklynu. Mezi jeho pozdější zájmy patřila výživa novorozenců a problémy s krmením u dětí. Byl jedním ze zakladatelů Americké pediatrické akademie.
Schick a jeho žena žili ve velkém bytě v New Yorku, kde měl i svou soukromou praxi. Byli bezdětní a často cestovali po celém světě. Měl velkou sbírku panenek a zvířátek, které si pořídil na svých cestách. Rád hrával na klavír. Na poslední  plavbě do Jižní Ameriky se svou ženou Schick onemocněl zánětem pohrudnice. Nakonec byl přivezen zpět do New Yorku do nemocnice Mount Sinai, kde 6. prosince 1967 zemřel.